# Schakelkast

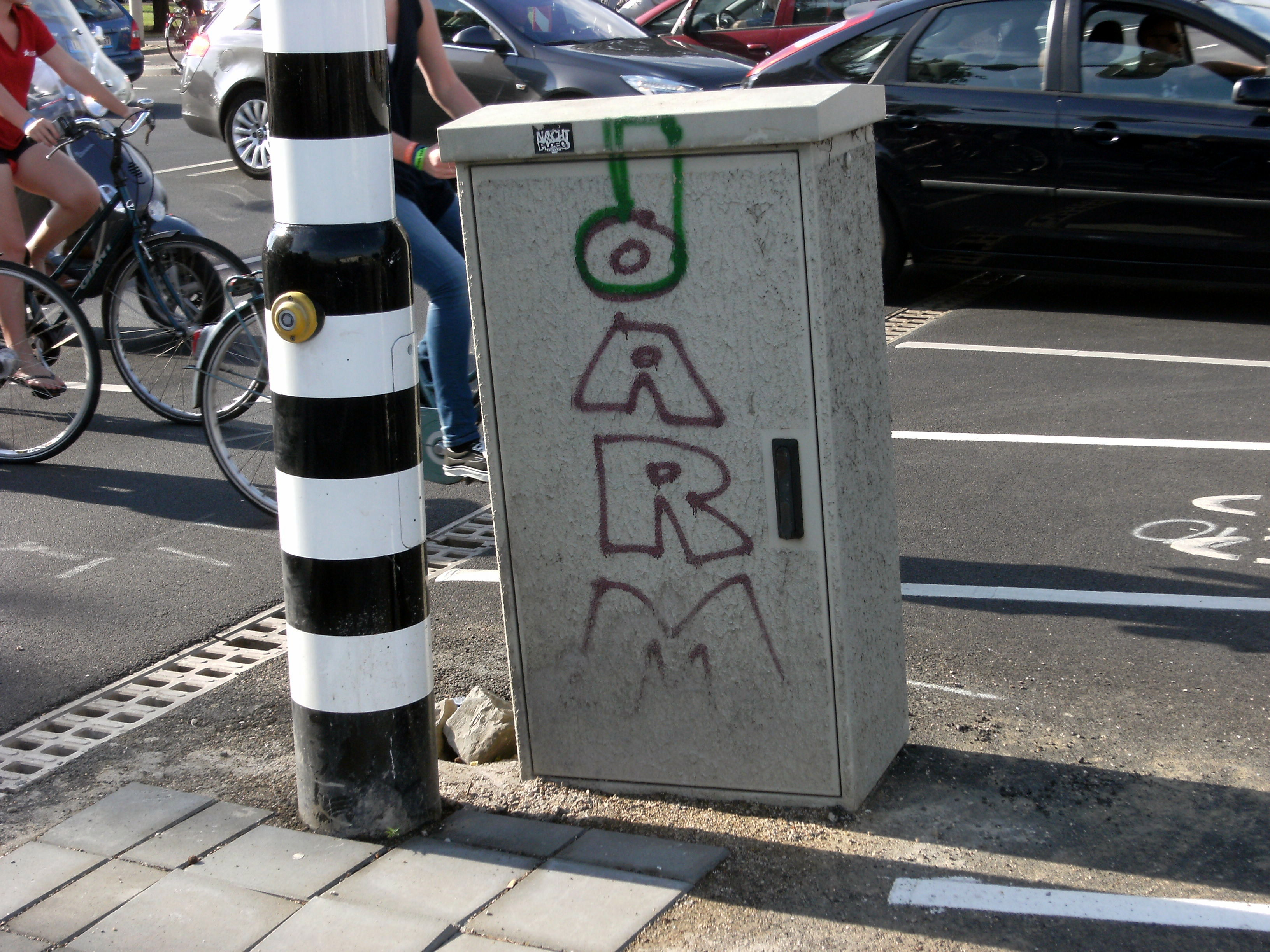
Elektriciteitskast met graffiti

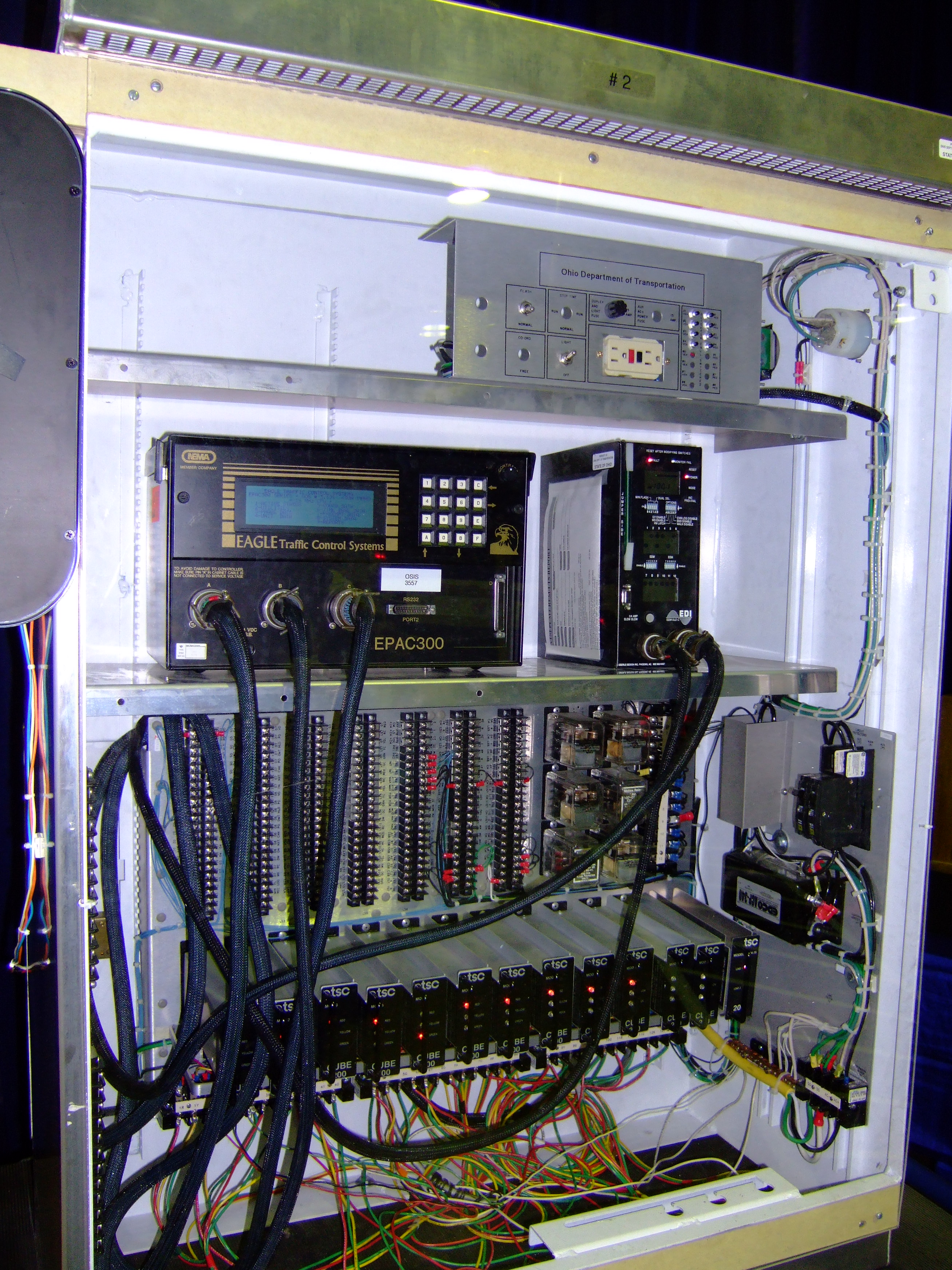
Een open verkeerslichtkast

Een schakelkast is een stalen, aluminium of roestvast stalen kast waarin zich elektrische en/of elektronische componenten bevinden. Men treft de kasten onder meer aan in de industrie en op straat. Ze worden gebruikt bij de besturing van processen, bijvoorbeeld voor verkeerslichten, en bij kabelverbindingen zoals voor elektriciteit en telefonie.
De kasten zijn indien nodig voorzien van ventilatie, verwarming, vulmassa, isolatie en fundering.
Schakelkasten ingericht voor observatiedoeleinden worden door de overheid ingezet als bijzonder opsporingsmiddel.

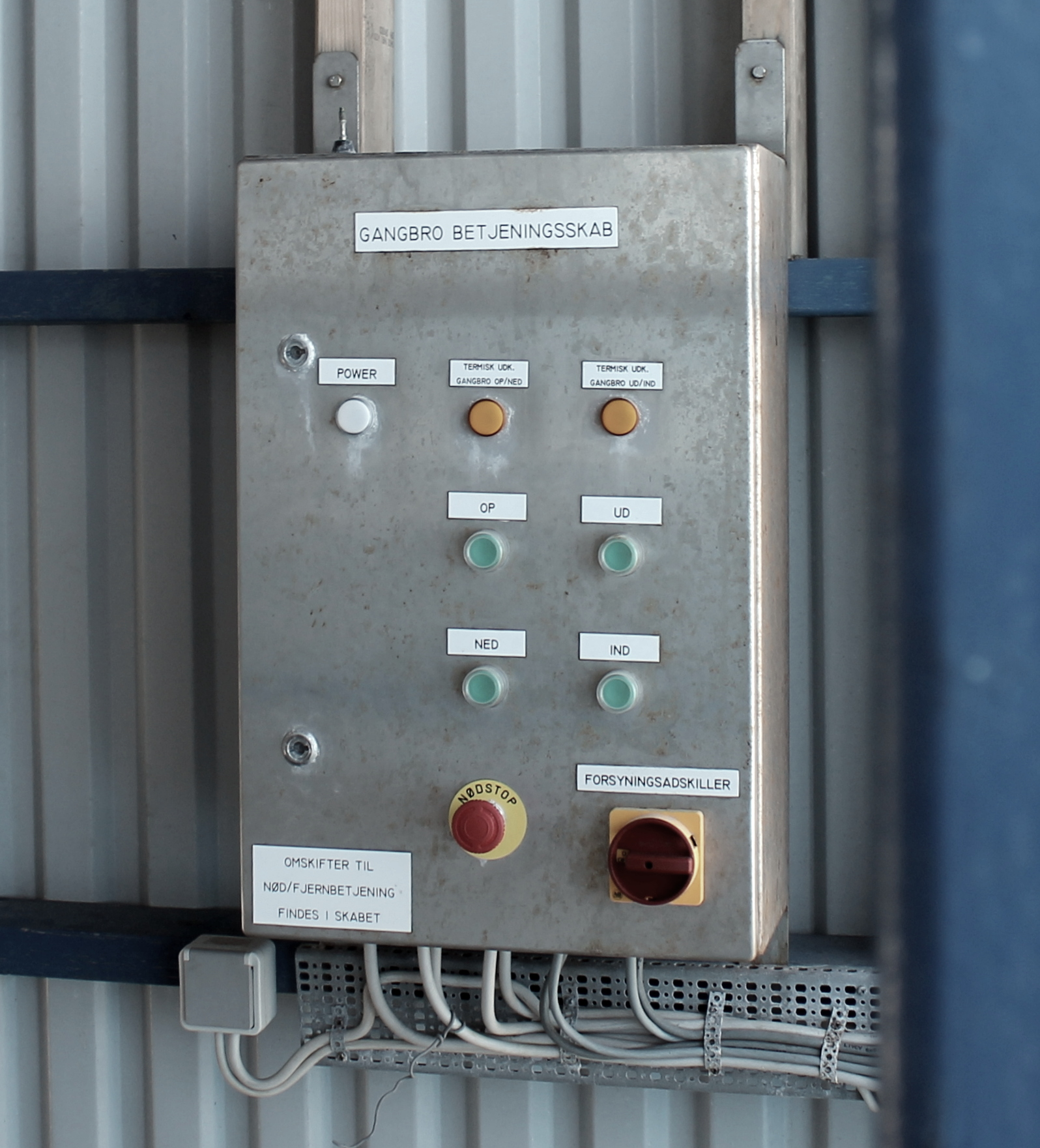
Schakelkasten worden veelvuldig in de industrie toegepast